# Again (minialbum Ayumi Hamasaki)
again – piąty minialbum japońskiej piosenkarki Ayumi Hamasaki. Płyta została wydana 8 grudnia 2012 roku w wersjach CD i CD+DVD. Minialbum jest drugim wydawnictwem z serii świętujących 15. rocznicę piosenkarki. Album osiągnął 7 pozycję w rankingu Oricon, sprzedano 53 402 egzemplarzy.

## Lista utworów

### CD
| #  | Tytuł                                      | Muzyka                                                | Aranżacja        | Czas |
| -- | ------------------------------------------ | ----------------------------------------------------- | ---------------- | ---- |
| 1  | "Wake me up" (Original mix)                | Hiten Bharadia, Philippe-Marc Anquetil, Bardue Haberg | tasuku           |      |
| 2  | "Sweet scar" (Original mix)                | D・A・I                                               | Yuta Nakano      |      |
| 3  | "snowy kiss" (Original mix)                | Tetsuya Komuro                                        | tasuku           |      |
| 4  | "Ivy" (Original mix)                       | Tetsuya Komuro                                        | Yuta Nakano      |      |
| 5  | "Missing" (Orchestra version)              | Kazuhiro Hara                                         | Yuta Nakano      |      |
| 6  | "Melody" (Acoustic Piano version)          | Yasuhiko Hoshino                                      | Yuta Nakano      |      |
| 7  | "Wake me up" (Remo-con rmx)                | Hiten Bharadia, Philippe-Marc Anquetil, Bardue Haberg | Remo-con         |      |
| 8  | "snowy kiss" (Shohei Matsumoto remix)      | Tetsuya Komuro                                        | Shohei Matsumoto |      |
| 9  | "Wake me up" (Original mix -Instrumental-) | Hiten Bharadia, Philippe-Marc Anquetil, Bardue Haberg | tatsuku          |      |
| 10 | "Sweet scar" (Original mix -Instrumental-) | D・A・I                                               | Yuta Nakano      |      |
| 11 | "snowy kiss" (Original mix -Instrumental-) | Tetsuya Komuro                                        | tatsuku          |      |
| 12 | "Ivy" (Original mix -Instrumental-)        | Tetsuya Komuro                                        | Yuta Nakano      |      |

### DVD
| # | Tytuł                     | Reżyser | Czas |
| - | ------------------------- | ------- | ---- |
| 1 | "Wake me up" (video clip) |         |      |
| 2 | "snowy kiss" (video clip) |         |      |
| 3 | "Sweet scar" (video clip) |         |      |